# Амерстдејл-Робинет (Западна Вирџинија)
Амерстдејл-Робинет (енгл. Amherstdale-Robinette) град је у америчкој савезној држави Западна Вирџинија.

## Демографија
По попису из 2000. године број становника је 1.785.
| Група             | 2000.         | 2010.    |
| Белци             | 1.708 (95,7%) | 0 (0,0%) |
| Афроамериканци    | 49 (2,7%)     | 0 (0,0%) |
| Азијати           | 1 (0,1%)      | 0 (0,0%) |
| Хиспаноамериканци | 16 (0,9%)     | 0 (0,0%) |
| Укупно            | 1.785         | 0        |